# Landkreis Wolmirstedt
Der Landkreis Wolmirstedt, ursprünglich Kreis Wolmirstedt, war von 1816 bis 1945 ein Landkreis in der preußischen Provinz Sachsen und von 1945 bis 1952 im Land Sachsen-Anhalt in der Sowjetischen Besatzungszone bzw. der DDR.

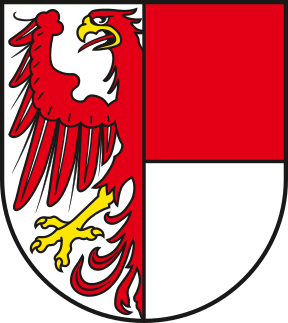
Wappen des Kreises Wolmirstedt

## Verwaltungsgeschichte

### Königreich Preußen
Im Rahmen der preußischen Verwaltungsreformen nach dem Wiener Kongress wurde zum 1. Juli 1816 der Kreis Wolmirstedt im Regierungsbezirk Magdeburg der preußischen Provinz Sachsen eingerichtet. Das Landratsamt war in Wolmirstedt.

### Norddeutscher Bund/Deutsches Reich
Seit dem 1. Juli 1867 gehörte der Kreis zum Norddeutschen Bund und seit dem 1. Januar 1871 zum Deutschen Reich. Am 1. April 1908 erhielt der Stadtkreis Magdeburg vom Kreis Wolmirstedt die Landgemeinde Rothensee. Zum 30. September 1928 fand im Kreis Wolmirstedt entsprechend der Entwicklung im übrigen Preußen eine Gebietsreform statt, bei der nahezu alle Gutsbezirke aufgelöst und benachbarten Landgemeinden zugeteilt wurden. Zum 1. Oktober 1942 wurden unbewohnte Teile der Stadt Wolmirstedt sowie der Gemeinden Barleben und Glindenberg aus dem Kreis Wolmirstedt in den Stadtkreis Magdeburg eingegliedert. Im Frühjahr 1945 wurde das Kreisgebiet durch die amerikanischen alliierten Streitkräfte besetzt.

### Deutsche Demokratische Republik
Im Zuge der Verwaltungsreform von 1952 wurde eine neue Kreisgliederung geschaffen:
- Die Gemeinden Angern, Bertingen, Burgstall, Cobbel, Cröchern, Dolle, Kehnert, Mahlpfuhl, Mahlwinkel, Ringfurth, Sandbeiendorf, Uchtdorf, Uetz und Wenddorf wechselten aus dem nunmehr Landkreis Wolmirstedt genannten Kreis in den Kreis Tangerhütte.
- Die Gemeinden Drackenstedt, Dreileben, Druxberge und Groß Rodensleben wechselten aus dem Landkreis Wolmirstedt in den Kreis Wanzleben.
- Das verbleibende Kreisgebiet bildete den Kreis Wolmirstedt.
- Die Kreise Tangerhütte, Wanzleben und Wolmirstedt wurden dem neuen Bezirk Magdeburg zugeordnet.

### Bundesrepublik Deutschland
Nach der Wiedervereinigung der beiden deutschen Staaten wurde der Kreis Wolmirstedt 1990 im wiedergegründeten Land Sachsen-Anhalt zum Landkreis Wolmirstedt, der bei der Kreisreform von 1994 im Ohrekreis aufging, der wiederum 2007 im Landkreis Börde aufging.

## Einwohnerentwicklung
| Jahr | Einwohner | Quelle |
| ---- | --------- | ------ |
| 1816 | 27.177    | [ 3 ]  |
| 1843 | 36.006    | [ 4 ]  |
| 1871 | 48.741    | [ 5 ]  |
| 1890 | 51.976    | [ 6 ]  |
| 1900 | 53.645    | [ 6 ]  |
| 1910 | 51.397    | [ 6 ]  |
| 1925 | 51.704    | [ 6 ]  |
| 1933 | 52.888    | [ 6 ]  |
| 1939 | 54.465    | [ 6 ]  |
| 1946 | 78.740    | [ 7 ]  |

## Landräte
- 1816–1852 Ernst Johann Karl Ludwig von Froreich
- 1852–1870 Edo Friedrich von der Schulenburg (1816–1904)
- 1870–1872 Wilhelm von Wedel-Piesdorf (1837–1915)
- 1872–1882 Ernst von Bülow
- 1882–1903 Oskar von Hasselbach (1846–1903)
- 1903–1914 Fritz von der Schulenburg-Angern (1843–1921)
- 1914–1919 Herbert von Conrad (1880–1946)
- 1919–1933 Rudolf Böttger
- 1933–9999 Theodor Pichier (1889–1974) (kommissarisch)
- 1933–1935 Johannes Balduin Böhme (kommissarisch)
- 1935–1936 Henning von Winterfeld (1901–1945)
- 1936–1943 Alfred Kipke (1898–1953)
- 1943–1945 Herbert Wagner (vertretungsweise)

## Kommunalverfassung bis 1945
Der Kreis Wolmirstedt gliederte sich in eine Stadt, in Landgemeinden und – bis zu deren nahezu vollständiger Auflösung im Jahre 1928 – in Gutsbezirke. Mit Einführung des preußischen Gemeindeverfassungsgesetzes vom 15. Dezember 1933 sowie der Deutschen Gemeindeordnung vom 30. Januar 1935 wurde zum 1. April 1935 das Führerprinzip auf Gemeindeebene durchgesetzt. Eine neue Kreisverfassung wurde nicht mehr geschaffen; es galt weiterhin die Kreisordnung für die Provinzen Ost- und Westpreußen, Brandenburg, Pommern, Schlesien und Sachsen vom 19. März 1881.

## Städte und Gemeinden

### Stand 1945
Der Kreis Wolmirstedt umfasste 1945 eine Stadt, 55 weitere Gemeinden und einen gemeindefreien Forst-Gutsbezirk.
| - Angern - Barleben - Bertingen - Blätz - Bleiche - Burgstall - Cobbel - Colbitz - Cröchern - Dahlenwarsleben - Dolle - Drackenstedt - Dreileben - Druxberge | - Ebendorf - Eichenbarleben - Elbeu - Farsleben - Gersdorf - Glindenberg - Groß Ammensleben - Groß Rodensleben - Gutenswegen - Heinrichsberg - Hemsdorf - Hermsdorf - Hohenwarsleben - Irxleben | - Jersleben - Kehnert - Klein Ammensleben - Lindhorst - Loitsche - Mahlpfuhl - Mahlwinkel - Mammendorf - Meitzendorf - Meseberg - Mose - Niederndodeleben - Ochtmersleben - Olvenstedt | - Ramstedt - Ringfurth - Rogätz - Samswegen - Sandbeiendorf - Schnarsleben - Schricke - Uchtdorf - Uetz - Wellen - Wenddorf - Wolmirstedt, Stadt - Zibberick - Zielitz |

Im Kreis lag außerdem der Forstgutsbezirk Letzlinger Heide.

### Vor 1945 aufgelöste Gemeinden
- Rothensee, 1908 zu Magdeburg